# The Secret Garden (film 1919)
The Secret Garden è un film muto del 1919 diretto da G. Butler Clonebaugh (Gustav von Seyffertitz, dopo l'entrata in guerra degli Stati Uniti contro la Germania, preferì usare per qualche tempo lo pseudonimo di G. Butler Clonebough con il quale firma anche questo film).
La sceneggiatura di Marion Fairfax si basa sull'omonimo romanzo di Frances Hodgson Burnett pubblicato a New York nel 1909 e che, tra il 1910 e il 1911, uscì a puntate su The American Magazine. Nel 1949, la MGM ne avrebbe prodotto un remake sonoro, Il giardino segreto, diretto da Fred M. Wilcox con protagonista Margaret O'Brien.

## Trama
Rimasta orfana dopo la morte dei genitori, morti di colera in India, la piccola Mary viene affidata ad Archibald Craven, nominato suo tutore, un uomo triste e amareggiato dopo la morte della moglie. Craven considera Mary un ulteriore peso, oppresso com'è anche dalla presenza del suo stesso figlio Colin, un ragazzino storpio. Quando decide di partire per l'Egitto, Craven lascia i bambini alle cure di suo fratello Warren, un medico. Warren, però, trama per disfarsi del nipote la cui morte farebbe di lui l'unico erede di Archibald. Prima gli mette un pesante tutore che aggrava le già precarie condizioni del bambino, poi cerca di avvelenarlo. Mary, che scopre nella tenuta un giardino segreto, riuscirà a riportare in salute Colin e contrasterà i piani di Warren. Quando Archibald ritorna e scopre che i bambini hanno trovato il giardino dove si rifugiava la moglie morta e che lui voleva lasciare intatto e inviolato, riesce a superare le proprie angosce, ritrovando nel contempo la sua fede nell'umanità.

## Produzione
Il film fu prodotto dalla Famous Players-Lasky Corporation.

## Distribuzione
Il copyright del film, richiesto dalla Famous Players-Lasky Corp., fu registrato il 2 dicembre 1918 con il numero LP13128.
Distribuito dalla Paramount Pictures e dalla Famous Players-Lasky Corporation, uscì nelle sale cinematografiche statunitensi il 12 gennaio 1919 presentato da Jesse L. Lasky. In Venezuela, il film fu distribuito con il titolo El jardín secreto e in Brasile uscì il 5 marzo 1919.
Non si conoscono copie ancora esistenti della pellicola che viene considerata presumibilmente perduta.